# オペレーターNO.5
オペレーターNO.5(Operator NO.5)は、ポピュラー・パブリケーションズ社(Popular Publications)より、1934年から1939年にかけて刊行された10セントのパルプ・マガジン「シークレット･サービス　オペレーター#5」に登場する架空のヒーロー。

## 書誌情報
「シークレット･サービス　オペレーター#5」誌は、1934年4月から1939年11月まで、48号が刊行された。
作者はカーティス・スチール(Curtis Steele)。これはハウスネームであり、1-20号はフレデリック・デイビス（Frederick Davis）、21-39号はエミール・C・テッパーマン(Emile C. Tepperman）、40-48号はウェイン・ロジャーズ（Wayne Rogers）が執筆している。
当時の同種のパルプ・マガジンと同様に、メインストーリー以外に他の作者による短編が掲載されていた。また、最終話は、執筆はされたものの発表はされなかった。

## キャラクター
物語の舞台は、いまだ大恐慌の深みから抜け出せずにいるアメリカ合衆国。
「オペレーターNo.5」のコードネームを持つジミー・クリストファー（Jimmy Christopher）は、アメリカに死と戦争と血の犠牲を求める敵との戦いを誓ったスパイである。
彼のトレードマークは、髑髏の指輪とベルトに仕込まれた極薄レイピアの2つのアイテムである。

## 親族・友人
- ダイアン・エリオット(Diane Elliot)：ジミーのガールフレンド
- ティム・ドノヴァン(Tim Donovan)：
- ナン・クリストファー(Nan Christopher)：ジミーの双子の妹
- ジョン・クリストファー(John Christopher)：ジミーの父。元は工作員Q-6号。現在は引退している。
- Z-7号(Z-7)：機関の長
- “スリップ”マクガイア("Slips" McGuire)：戦友にして親友

## プロット
テッパーマンは、26号から13話の連作「パープル・インベイジョン(Purple Invasion)」を執筆した。
これは“紫の帝国”(Purple Empire)（ヨーロッパの某国とされているが、ドイツを意識している）が全欧州を征服した後、米国に侵略の手を伸ばすという内容で、オペレーターNo.5ことジミー・クリストファーが、帝国に対する反乱を指揮扇動するというもの。
この「パープル・インベイジョン」のシリーズ全編は1990年代にパルプ･レヴュー／ハイ・アドベンチャーから再版されている。
また45号からは、東洋（明らかに日本を意識している）からのアメリカ侵略をテーマとした新しいシリーズ「イエルー・ヴァルチャー(Yellow Vulture)」がスタートしたが、本誌の終刊に伴って未終結のままである。

## 再版
1960年代、パルプ熱の再燃とドック・サヴェジの再評価を受けて、コーニッシュ・プレス社(Corinth Press)が「オペレーター5・アドベンチャーズ(Operator 5 adventures)」のペーパーバックを9冊、刊行した。
発行部数が少ないことから、当初からレアアイテムとなってしまい、十分なセールスを記録することはできなかった（その後2度の重版が行われている）。